# Kristian Blummenfelt
Kristian Blummenfelt (Bergen, 14 februari 1994) is een Noors triatleet. Tijdens de Spelen van Tokio in 2020 werd hij olympisch kampioen. Hij is wereldrecordhouder bij de Ironman.

## Titels
- Olympisch kampioen - 2020
- Wereldkampioen triatlon - 2021
- Wereldkampioen Ironman - 2021
- Wereldkampioen Ironman 70.3 - 2022

## Resultaten in World Triathlon Series
Bestaande uit races over de Olympische en sprintafstand
| Seizoen                     | 1   | 2  | 3   | 4  | 5   | 6   | 7  | 8 | 9 | GF  | Positie | Punten |
| --------------------------- | --- | -- | --- | -- | --- | --- | -- | - | - | --- | ------- | ------ |
| World Triathlon Series 2013 | -   | -  | DNF | -  | -   | -   | 32 |   |   | -   | -       | -      |
| World Triathlon Series 2014 | -   | -  | -   | -  | -   | -   | -  |   |   | 33  | 137     | 139    |
| World Triathlon Series 2015 | -   | 34 | 39  | 25 | -   | 44  | -  | - | - | DNF | 45      | 955    |
| World Triathlon Series 2016 | 23  | -  | -   | 3  | DNF | 6   | -  | - |   | 14  | 11      | 2407   |
| World Triathlon Series 2017 | DNF | -  | 3   | 6  | 9   | 8   | 2  | 2 |   | 2   | Brons   | 4281   |
| World Triathlon Series 2018 | DNF | 2  | DNF | 19 | 44  | 2   | 2  |   |   | 5   | 5       | 396    |
| World Triathlon Series 2019 | 32  | 5  | DNF | 32 | 5   | DNF | -  |   |   | 1   | 10      | 2892   |
| World Triathlon Series 2020 |     |    |     |    |     |     |    |   |   | 13  | 13      | -      |
| WK Series 2021              | 1   | 6  | 1   | -  |     |     |    |   |   | 1   | Goud    | 3927   |

## Palmares

### triatlon
World Triathlon (voorheen ITU)
- 2015:  EK
- 2016:  World Triathlon Series (WTS) Yokohama
- 2016: 13e Olympische Spelen Rio de Janeiro
- 2017:  WTS Yokohama
- 2017:  WTS Montreal
- 2017:  WTS Stockholm
- 2017:  WTS Rotterdam
- 2017:  Wereldkampioenschappen triatlon (WTS eindklassement)
- 2018:  WTS Bermuda
- 2018:  WTS Edmonton
- 2018:  WTS Montreal
- 2018: 5e Wereldkampioenschappen triatlon (WTS eindklassement)
- 2019:  WTS Grand Final Lausanne
- 2021:  WTS Yokohama
- 2021:  Olympische Spelen Tokio
- 2021:  WTS Grand Final Edmonton
- 2021:  Wereldkampioenschappen triatlon (WTS eindklassement)

Ironman 70.3
- 2017:  Ironman 70.3 Bahrein
- 2018:  Ironman 70.3 Bahrein
- 2019: 4e Wereldkampioenschappen Ironman 70.3 Nice
- 2019:  Ironman 70.3 Bahrein
- 2022:  Wereldkampioenschappen Ironman 70.3 St. George

Ironman
- 2021:  Ironman Cozumel
- 2021:  Wereldkampioenschappen Ironman St. George
- 2022:  Wereldkampioenschappen Ironman Hawaii

2000: Simon Whitfield ·
2004: Hamish Carter ·
2008: Jan Frodeno · 
2012: Alistair Brownlee · 
2016: Alistair Brownlee · 
2020: Kristian Blummenfelt · 
2024: Alex Yee